# Сојаклари
Сојаклари (мкд. Сојаклари) су насеље у Северној Македонији, у средишњем делу државе. Сојаклари су насеље у оквиру општине Велес.

## Географија
Сојаклари су смештени у средишњем делу Северне Македоније. Од најближег града, Велеса, село је удаљено 12 km северно.
Село Сојаклари се налази у историјској области Повардарје. Село је између леве обале Вардара на западу и Овчег поља на истоку, на приближно 320 метара надморске висине. Близу села је образовано језеро Младост, познато и као Велешко језеро.
Површина сеоског атара простире се на површини од 14,9 km².
Месна клима је измењена континентална са значајним утицајем Егејског мора (жарка лета).

## Историја
Према подацима Васила Кнчова из 1900. године Сојаклари (тадашњи назив Сујаклари) је имало 200 становника, од којих су сви били турске националности.

## Становништво
Сојаклари су према последњем попису из 2002. године имали 156 становника.
Већинско становништво у насељу су етнички Македонци (98%), а остатак су махом Бошњаци. До почетка 20. века Турци су чинили већину сеоског становништва, а потом су се спонтано иселили у матицу.
| Националност | Укупно      |
| Македонци    | 153 (98,1%) |
| Бошњаци      | 2 (1,3%)    |
| Турци        | 1 (0,6%)    |

Претежна вероисповест месног становништва је православље.